# Regglisweiler

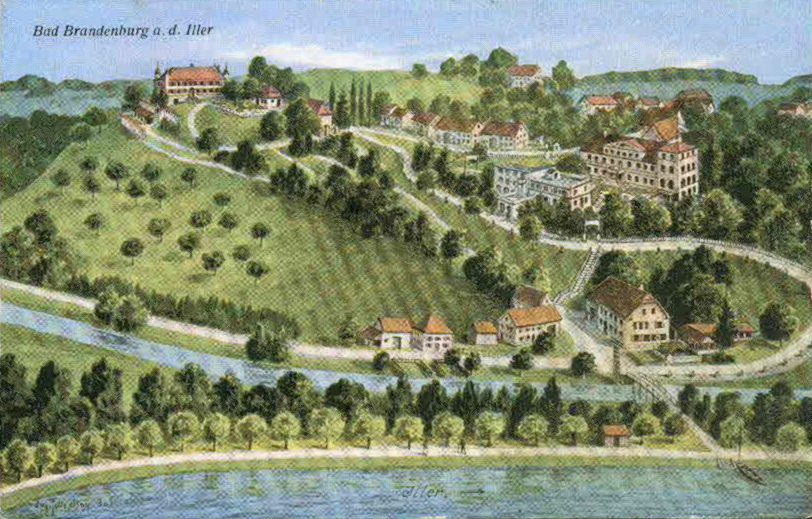
Ansichtskarte Anfang des 20. Jahrhunderts

Regglisweiler ist Teil der Gemeinde Dietenheim im Alb-Donau-Kreis in Baden-Württemberg und ein staatlich anerkannter Erholungsort. Im Zuge der Gemeindegebietsreform in Baden-Württemberg wurde am 1. Januar 1972 die Gemeinde Regglisweiler mit dem Weilern Kreuthöfe und Brandenburg zu Dietenheim eingemeindet.
Das Dorf liegt circa vier Kilometer nördlich von Dietenheim und ist über die Landstraße 260 zu erreichen.

## Geschichte

### Mittelalter
Die Orte Regglisweiler und Brandenburg sind im Mittelalter miteinander zusammengewachsen. Brandenburg hieß vor Jahrhunderten noch Brandenburch und wurde 1239 zum ersten Mal erwähnt.
Regglisweiler wird 1273 als „Reclinswiler“ erstmals überliefert. Ulrich und Albert de Regnolfwiler werden 1273 als Lehensleute der Grafen von Brandenburg genannt. Ihre Burg stand wohl eineinhalb Kilometer nordöstlich des Orts, wo noch zwei Gräben erhalten sind (Teufelsgraben).
Die Brandenburger waren ab 1240 mit den Grafen von Kirchberg (Schwaben) an der Iller verwandt. Die von Brandenburg heirateten auch innerhalb der Familie. Es gibt eine Bitturkunde von 1290, indem gebeten wurde, dass der Papst die Ehe zwischen dem Grafen Hartmann von Brandenburg mit Lugar, der Tochter des Markgrafen Heinrich von Brandenburg, für gültig erklären sollte. Im Jahr 1280 tauschten sie die Gemeinde Dietenheim gegen Bergheim zusammen mit dem Kloster Mödingen. Zu Beginn des 14. Jahrhunderts starben die von Brandenburg aus und es gab keine Erben.
Daraufhin übernahmen die Habsburger Brandenburg. Friedrich von Habsburg kämpfte jener Zeit um Bayern und verpfändete 1313 Brandenburg und Regglisweiler an die Familie von Ellerbach. Im Städtekrieg 1387 wurde es von den Ulmern zerstört.
Im Jahre 1446 verkauften die von Ellerbach die beiden Orte Brandenburg und Regglisweiler an die Ulmer Patrizierfamilie Krafft. 1481 übernahmen es die von Rechberg und 1539 wurde es von Anton Fugger für 90.000 Gulden erworben.

### Neuzeit
Der zur Festnahme gesuchte Matthias Klostermayr, ein Wilderer und Anführer einer Räuberbande aus Bayern, fand mit seinen Gefolgsleuten im Jahr 1768 bei den Kreuthöfen Unterschlupf und wurden durch Verrat eines Bauern entdeckt. Dabei kam es zwischen der Bande und den Jägern aus der Grafschaft Kirchberg zu einem Feuergefecht bei dem zwei Jäger und ein Mitglied der Wildschützbande ums Leben kamen. Klostermayr konnte mit seiner Bande fliehen und sich dabei der Verhaftung entziehen.
Während der Besetzung Dietenheims im Jahr 1800 durch französische Truppen, in der Zeit der Napoleonische Kriege, wurde die Illerbrücke nach Au von den Franzosen zerstört.

Ehemaliges Kurhotel „Bad Brandenburg“

Im Jahr 1806 verkaufte Maria Joseph Fugger Regglisweiler, das weiterhin zur Herrschaft Brandenburg gehörte, an das Königreich Bayern. Im Jahr 1810 gelangte die Ortschaft durch Schenkung des Bayerischen Königreichs in den Besitz des Generals Bernhard Erasmus von Deroy und noch im selben Jahr durch den Grenzvertrag zwischen Bayern und Württemberg an Württemberg, wo es dem Oberamt Wiblingen unterstellt wurde. Im Jahr 1818 gehörte der Ort zum Donaukreis und wechselte im Jahr 1830 seinen Besitzer, nachdem die Witwe von Deroy diesen an den Bankier Johann Gottlieb Freiherr von Süßkind verkaufte. Im Jahr 1845 kam Regglisweiler zum Verwaltungsbezirk Oberamt Laupheim.
Im Ort war eine Mineralquelle vorhanden und Anfang des 19. Jahrhunderts befand sich in Regglisweiler ein Badehaus der Gräfin Karoline Fugger von Brandenburg. Der neue Besitzer des Schlosses Brandenburg Freiherr von Bühler stellte im Jahr 1834 beim Gemeinderat einen Antrag auf Errichtung eines Badgebäudes und so entstand später das Kurhotel „Bad Brandenburg“. Mitte des 19. Jahrhunderts untersuchte der Ulmer Apotheker Gustav Ernst Leube die Wasserqualität auf Mineralien und konnte verschiedene Mineralstoffe nachweisen.

Begrüßung der Kriegsheimkehrer im Jahr 1918

Während des Ersten Weltkriegs war Regglisweiler mit verschiedenen Problemen konfrontiert. Das gesellschaftliche Leben stagnierte da die meisten Männer zwischen 18 und 40 Jahren zum Kriegseinsatz herangezogen wurden. Die Kriegswirtschaft war geprägt durch Ablieferungen von Nahrungsmitteln, Zuweisungen von wichtigen Gebrauchsgütern und Rationierungen in allen Bereichen. Die Preise für wichtige Lebensmittel stiegen dabei enorm in die Höhe. Regglisweiler hatte zwischen 1914 und 1918 insgesamt 16 Gefallene zu beklagen. Dabei war Josef Sax der Letzte zu beklagende Tote des Ortes, der drei Tage nach Kriegsende am 14. November 1918 verstarb.
Im Jahr 1938 wurde Regglisweiler im Zuge einer württembergischen Gebietsreform während der Zeit des Nationalsozialismus in den Landkreis Ulm eingegliedert.
Zur Zeit des Zweiten Weltkriegs befanden sich in Regglisweiler sechs französische Kriegsgefangene die hier zum Arbeitseinsatz herangezogen wurden und Zwangsarbeit leisten mussten. Der Krieg für die Einwohner des Ortes endete am 23. April 1945 mit dem Einmarsch der französischen Truppen, kampflos und ohne Gegenwehr, nachdem zuvor vom damaligen Amtsdiener Thanner auf dem Rathaus und vom Landwirt Merz auf dem Kirchturm die weiße Flagge aufgezogen wurde. Ein paar Tage später erreichten auch die Amerikaner die Ortschaft. Auch in diesem Krieg hatte der Ort viele Gefallene zu beklagen. Insgesamt kamen 55 Menschen bei Kampfhandlungen oder in Kriegsgefangenschaft ums Leben, weitere 21 wurden als vermisst gemeldet und zwei Todesurteile wurden durch französische Soldaten vollstreckt.

### Nachkriegszeit
Nach dem Zweiten Weltkrieg wurde die Infrastruktur von Regglisweiler weiter ausgebaut, einschließlich den Straßen, der Wasserversorgung und der Energieversorgung. Zwischen Regglisweiler und dem Kloster als auch im Umkreis des Kernortes entstanden ab Mitte der 50er Jahre neue Wohngebiete, wodurch sich das Ortsbild völlig veränderte. Es folgte ein regelrechter Bauboom über zwei Jahrzehnte. Im östlichen Teil des Ortes, direkt an der Landstraße 260 zwischen Wangen und Dietenheim, entstand ein Gewerbegebiet das über die Jahre hinweg weiter vergrößert wurde.
Im Jahr 1965 musste die alte Schule von 1902 weichen und es wurde an der Stelle eine neue Schule errichtet. Vorgesehen waren dabei acht Klassenzimmer und drei Ausweichräume, um den mittlerweile sehr hohen angestiegenen Schülerzahlen gerecht zu werden. Des Weiteren wurde im selben Jahr durch die Familie Hofstetter ein Mischwarengeschäft eröffnet und es folgte 1972 ein Neubau eines Wohn- und Geschäftshauses, in dem später das größte Lebensmittelgeschäft des Ortes untergebracht wurde. Außerdem wurde im Jahr 1974 gleich neben der Schule eine Turnhalle errichtet.
Am 1. Januar 1972, im Zuge der Gemeindegebietsreform in Baden-Württemberg wurde Regglisweiler mit Dietenheim eine Einheitsgemeinde. Bereits im Oktober 1971 kam es in Dietenheim zur Verabschiedung des Fusionsvertrages für die beiden Orte und am 28. November 1971 wurde in Regglisweiler über den Zusammenschluss der beiden Gemeinden abgestimmt. Von 977 Wahlberechtigten nahmen 778 (80 %) an der Wahl teil und 4 Stimmen wurden für ungültig erklärt. Davon waren 402 Personen für eine Eingemeindung, während 372 Wähler dagegen stimmten. Letztendlich fiel die Entscheidung für eine Fusion mit Dietenheim mit nur 30 Stimmen.
In den 80er Jahren folgte eine umfangreiche Sanierung durch ein Dorfsanierungsprogramm des Landes Baden-Württemberg. Dabei wurde der Herrenweiher in eine Park- und Spielanlage umgestaltet, Brücken wurden dort angelegt, eine Kneipp-Anlage erstellt und alte Wohnhäuser umfangreich saniert.
Im Jahr 1993 wurde der Bau eines neuen Bürgerhauses in einer Sondersitzung beschlossen und später errichtet. Weitere Neubaugebiete für Wohnzwecke und Gewerbebetriebe wurden erschlossen. Des Weiteren wurde der Bau eines neuen Kindergartens im Jahr 2016 fertiggestellt und der alte wurde ein Jahr später abgerissen. Das Grundstück des alten Kindergartens wurde dann für die Erweiterung des Friedhofs genutzt.
Nach dem Abriss des ehemaligen Kurhotels „Bad Brandenburg“ Ende der 90er Jahre wurde das Pflegeheim St. Maria, direkt gegenüber des Klosters, mit einer Gesamtnutzungsfläche von etwa 330 m² errichtet. Seit dem Jahr 2006 werden durch die Theresia-Hecht-Stiftung als Träger der Einrichtung verschiedene Arten der Altenpflege angeboten wie die Kurzzeitpflege sowie ein betreutes Wohnen.

## Bevölkerungsentwicklung

Luftaufnahme von Regglisweiler um 1955

Es handelt sich um Einwohnerzahlen nach dem jeweiligen Gebietsstand bis 1970 und ohne den Stadtteil Dietenheim. Die Zahlen sind Volkszählungsergebnisse oder amtliche Fortschreibungen mit Archivierungen des LEO-BW Online-Informationssystems für Baden-Württemberg.
| Jahr      | 1852 | 1871 | 1880 | 1890 | 1900 | 1910 | 1925 | 1933 | 1939 | 1950 | 1956 | 1961 | 1970 |
| Einwohner | 692  | 546  | 562  | 532  | 571  | 630  | 651  | 664  | 653  | 1005 | 1032 | 1187 | 1505 |

Die Bevölkerung hat sich seit dem Zweiten Weltkrieg, insbesondere durch Zuwanderung der Heimatvertriebenen aus Ungarn und dem Sudetenland, stark verändert. Zu Beginn des Krieges im Jahr 1939 lebten in Regglisweiler 653 Personen und fünf Jahre nach Ende des Zweiten Weltkriegs 1005 Personen. Damals fanden 181 Personen in Regglisweiler eine neue Heimat aufgrund von Flucht und Vertreibung aus dem Osten, was etwa 18 % der Gesamtbevölkerung im Ort ausmachte. Seit Anfang der 60er Jahre hat sich die Einwohnerzahl fast verdoppelt.

## Katholische Pfarrer
Im Jahr 1275 und 1353 wurde die Pfarrei Regglisweiler bereits urkundlich erwähnt.
Folgende Liste enthält die Geistlichen von Regglisweiler ab dem 17. Jahrhundert:

Josef Xaver Dietel
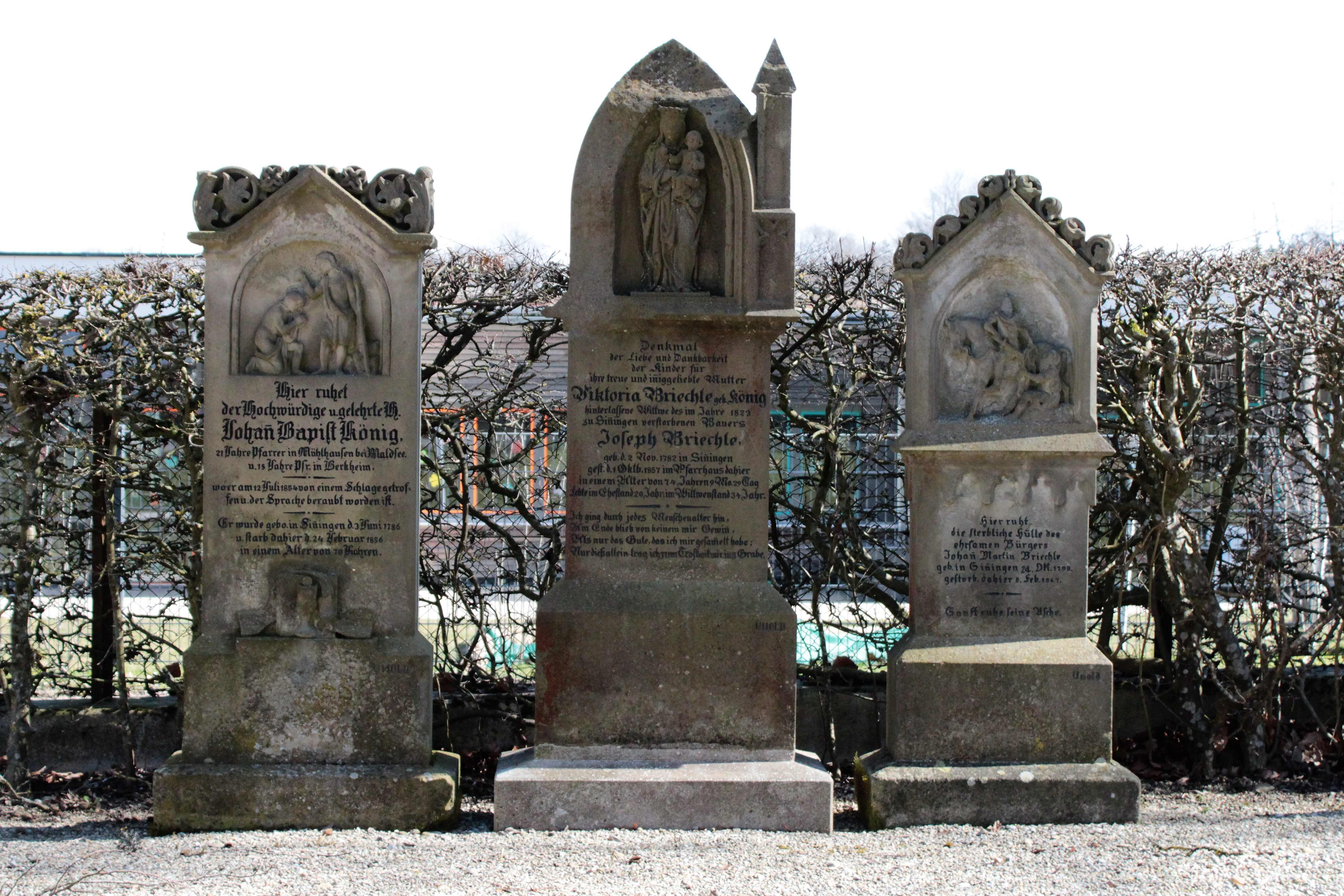
Grabstein von Johann Martin Briechle (rechts)
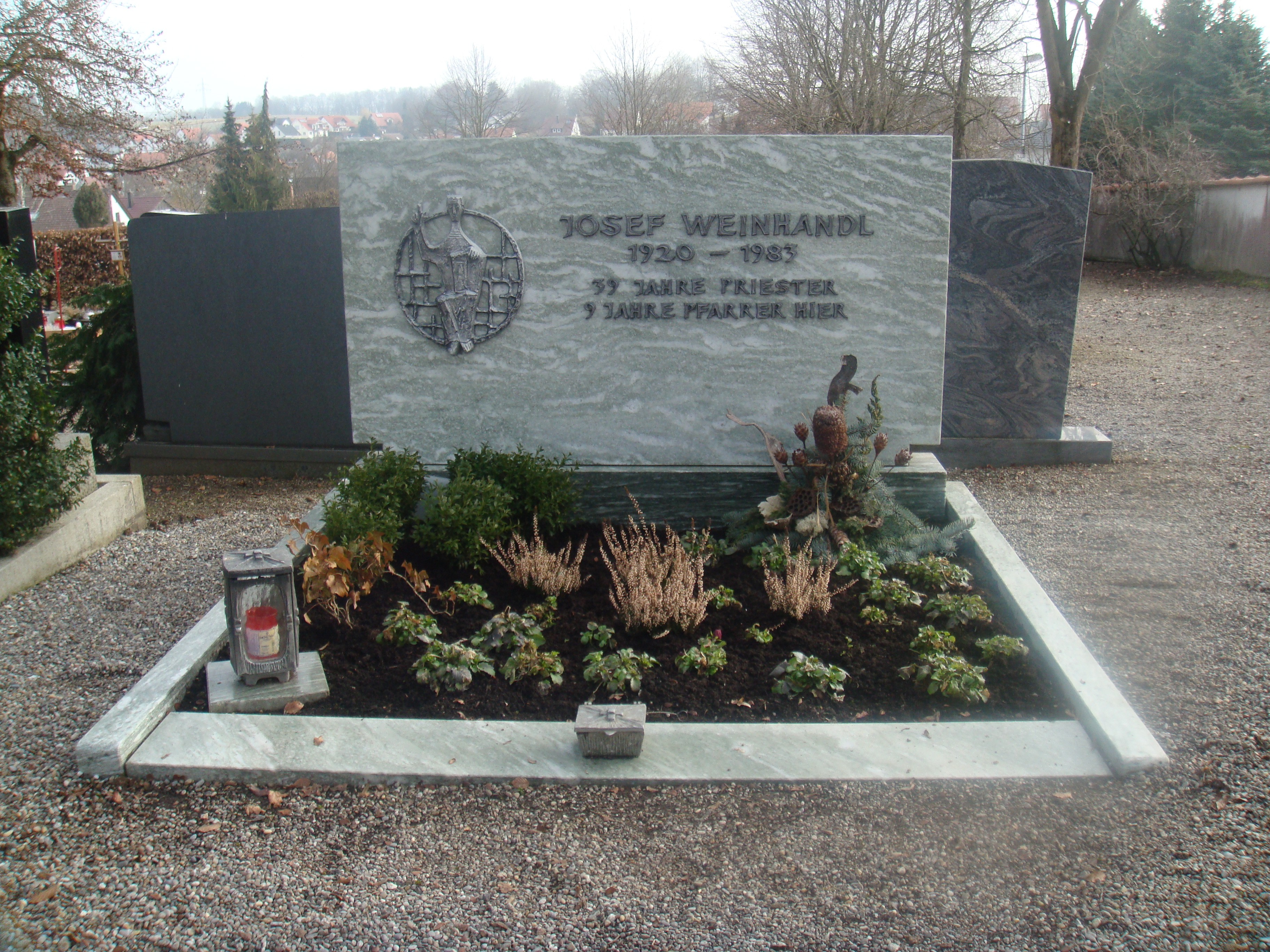
Grab von Pfarrer Josef Weinhandl

- 1600 – 1620 Karl Dauner
- 1664 – 1693 Matthäus Mayr
- 1694 – 1708 Johann Karl Amann
- 1710 – 1721 Franz Josef Winkle
- 1721 – 1745 Rupert Michael Heiß
- 1745 – 1763 Josef Xaver Dietel
- 1763 – 1766 Andreas Anton Heberle
- 1766 – 1767 Franz Josef Unold
- 1768 – 1796 Karl Thaddäus Borhauer
- 1796 – 1802 Ludwig Albrecht
- 1802 – 1805 Johann Georg Krach
- 1806 – 1825 Isfried Wagner
- 1826 – 1847 Vakatur (versch. Pfarrverweser)
- 1847 – 1867 Johann Martin Briechle
- 1867 – 1880 Alois Reeb
- 1880 – 1904 Franz Hagel
- 1905 – 1916 Peter Paul Geser
- 1917 – 1925 Paul Hutter
- 1926 – 1939 Johannes Kräutle
- 1939 – 1953 Benedikt Weber
- 1953 – 1972 Robert Brunner
- 1974 – 1982 Josef Weinhandl

Josef Weinhandl war der letzte Pfarrer in Regglisweiler. Seit 1982 leitet ein Geistlicher aus Dietenheim den Gottesdienst im Ort.

## Schultheißen und Bürgermeister

Schultheiß Johann Englert

Folgende Liste enthält die Schultheißen und Bürgermeister von Regglisweiler ab dem 19. Jahrhundert:
- 1815 - 1822 Joseph Amann
- 1822 – 1826 Franz Joseph Reichle
- 1827 – 1829 David Zanker
- 1829 – 1838 Joseph Kaspar
- 1838 – 1847 Johannes Karrenmann
- 1847 – 1854 Knab, Notar
- 1854 – 1858 Matthias Lambacher
- 1858 – 1861 Bernhard Haller
- 1861 – 1870 Michael Graf
- 1870 – 1880 Anselm Göppel
- 1880 – 1886 Georg Jehle
- 1886 – 1915 Johann Englert
- 1915 – 1945 Franz Häußler
- 1945 – 1948 Wilhelm Graf
- 1948 – 1971 Ludwig Kropf

Die letzte Amtshandlung von Ludwig Kropf erfolgte am 30. Dezember 1971 bei der damaligen Gemeinderatssitzung, danach trat er in den Ruhestand. Aufgrund der Gemeindegebietsreform in Baden-Württemberg fusionierte Regglisweiler mit Dietenheim und am 26. März 1972 fand die erste gemeinsame Bürgermeisterwahl statt. 

## Wirtschaft

### Verkehr
Regglisweiler liegt an der Bundesstraße 260, nördlich von Dietenheim etwa 4 km und ca. 20 km südlich von Ulm gelegen. Es bestehen Bus-Verbindungen im Stundentakt nach Ulm. Außerdem liegt Regglisweiler in der Nähe der Anschlussstelle 124 („Illertissen“) der in Nord-Süd-Richtung verlaufenden Bundesautobahn 7.
Ebenfalls besteht in der bayerischen Nachbarstadt Illertissen ein Bahnanschluss in Richtung Ulm und Memmingen.

### Ansässige Unternehmen
Regglisweiler ist sehr landwirtschaftlich geprägt und besitzt ein paar größere landwirtschaftliche Betriebe wie auch einen großen Reiterhof. Eine der größten Firmen im Ort ist das Autohaus Widmann, das 1972 als Kfz-Werkstattbetrieb gegründet wurde. Weitere Unternehmen wie die Brennerei Feller, die bereits seit 1820 eine Brennereikultur vorweisen kann, sind im Ort ansässig. Des Weiteren sind eine Bäckerei und die alt eingesessene Stuckateur Firma Weiss sowie weitere kleine Betriebe und Banken im Dorf vorhanden. Seit 2024 gibt es in Regglisweiler einen Selbstbedienungsladen der Familie Schrapp, bei dem die Einwohner ihren täglichen Bedarf an Grundnahrungsmitteln decken können.

## Kultur und Sehenswürdigkeiten
- Im Jahr 1275 und 1353 wurde die Pfarrei Regglisweiler bereits urkundlich erwähnt und gehörte damals der Dietenheimer Pfarrei an. Im Jahr 1841 wurde die katholische St.-Johannes-Baptist-Kirche im klassizistischen Baustil neu errichtet und die Vorgängerkirche abgerissen. Das Gotteshaus besteht aus einem Langhaus sowie einem eingezogenen und dreiseitig geschlossenen Chor im Osten und einem Kirchturm.
- Inmitten des Dorfes, im Herrenweiher-Park, liegen ein Wassertret-Becken und ein Kräutergarten nach Kneipp. Diese wurden vom ortsansässigen Heimatverein im Jahr 1986 errichtet, der sich auch um die Pflege kümmert. Außerdem befinden sich dort ein Abenteuer-Spielplatz für Kinder sowie ein Rodelhang im Winter.
- Auf dem Friedhof befindet sich das Grab eines russischen Kriegsgefangenen aus dem Ersten Weltkrieg.
- Das Kloster Brandenburg (Dietenheim-Regglisweiler) wurde erst 1925 vom Franziskanerpater Rochus Schamoni gegründet. 1927 wurde das damalige Schloss Brandenburg mit Gründung des Vereins „Erholungsheim Schloß Brandenburg“ käuflich erworben, indem das heutige Kloster entstanden ist. Im Mittelalter befanden sich an der Stelle des Klosters eine Burg und später ein Schloss. Da alles überbaut wurde, gibt es nur wenig Hinweise auf die Burg. Zwischen 1960 und 2002 bekam das Kloster sein heutiges Aussehen.
- Gefallenendenkmal aus dem Ersten und Zweiten Weltkrieg mit Namen sowie Todeszeitpunkt der Gefallenen als auch Vermissten.

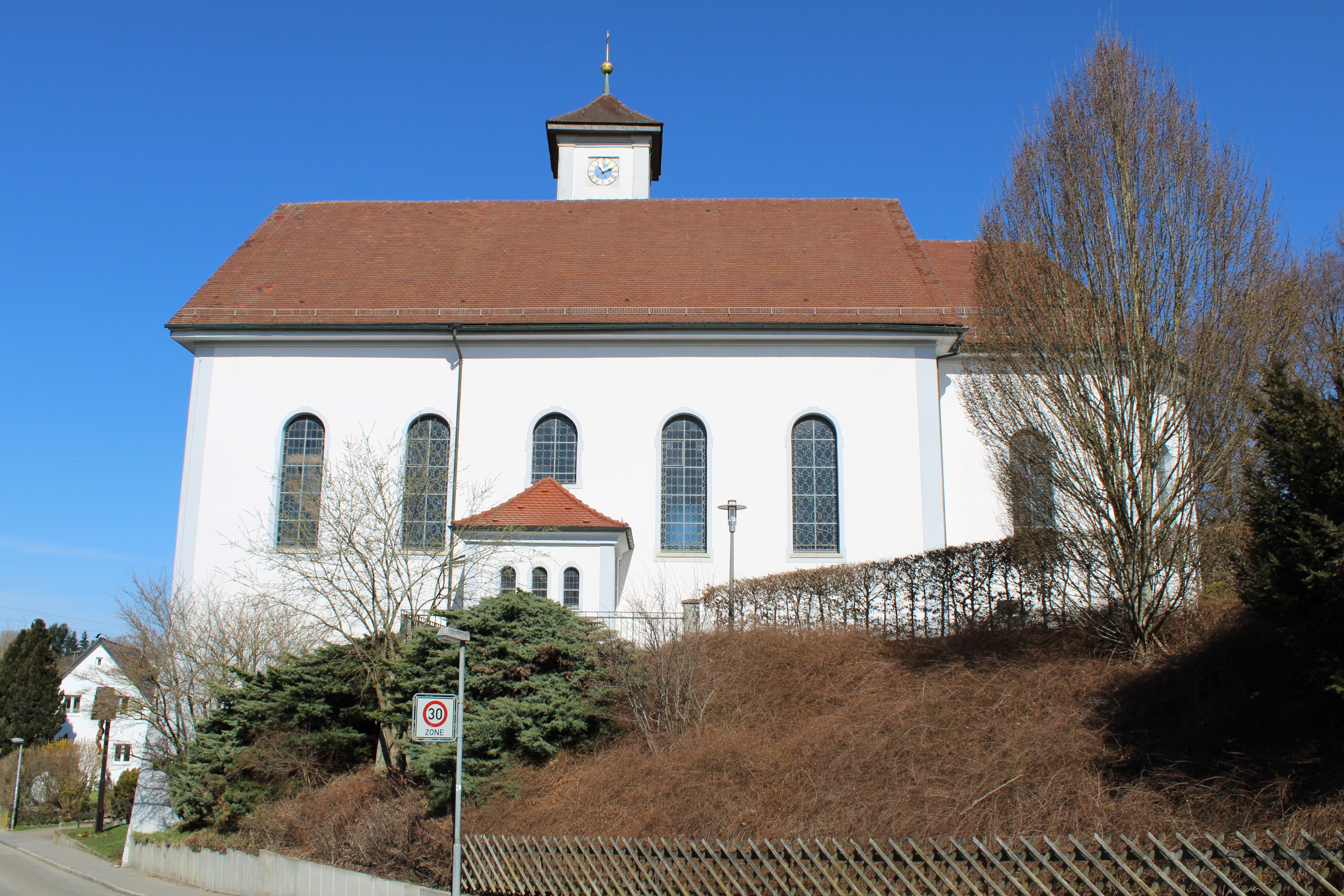
Katholische Kirche St. Johannes Baptist
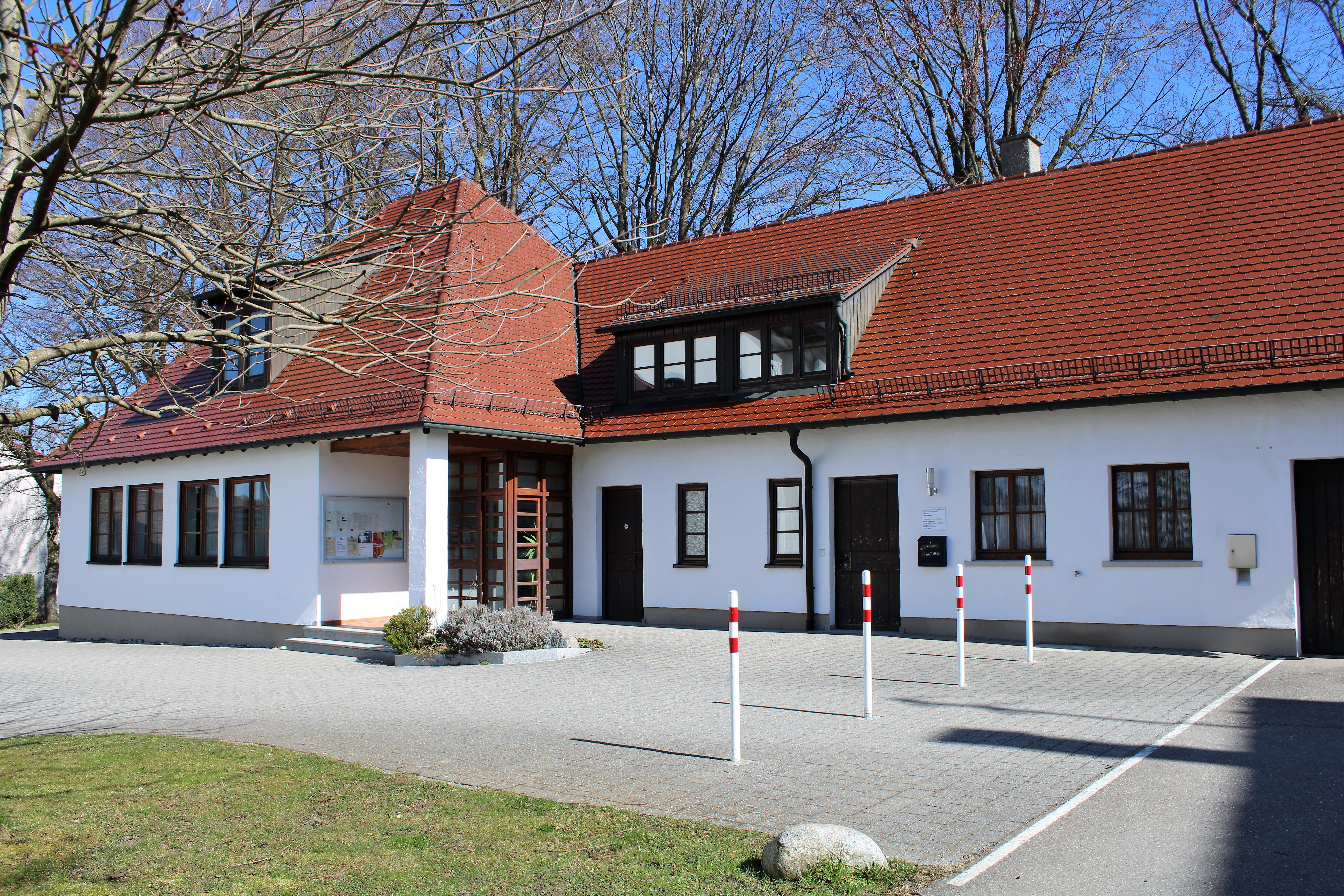
Neues Pfarrhaus
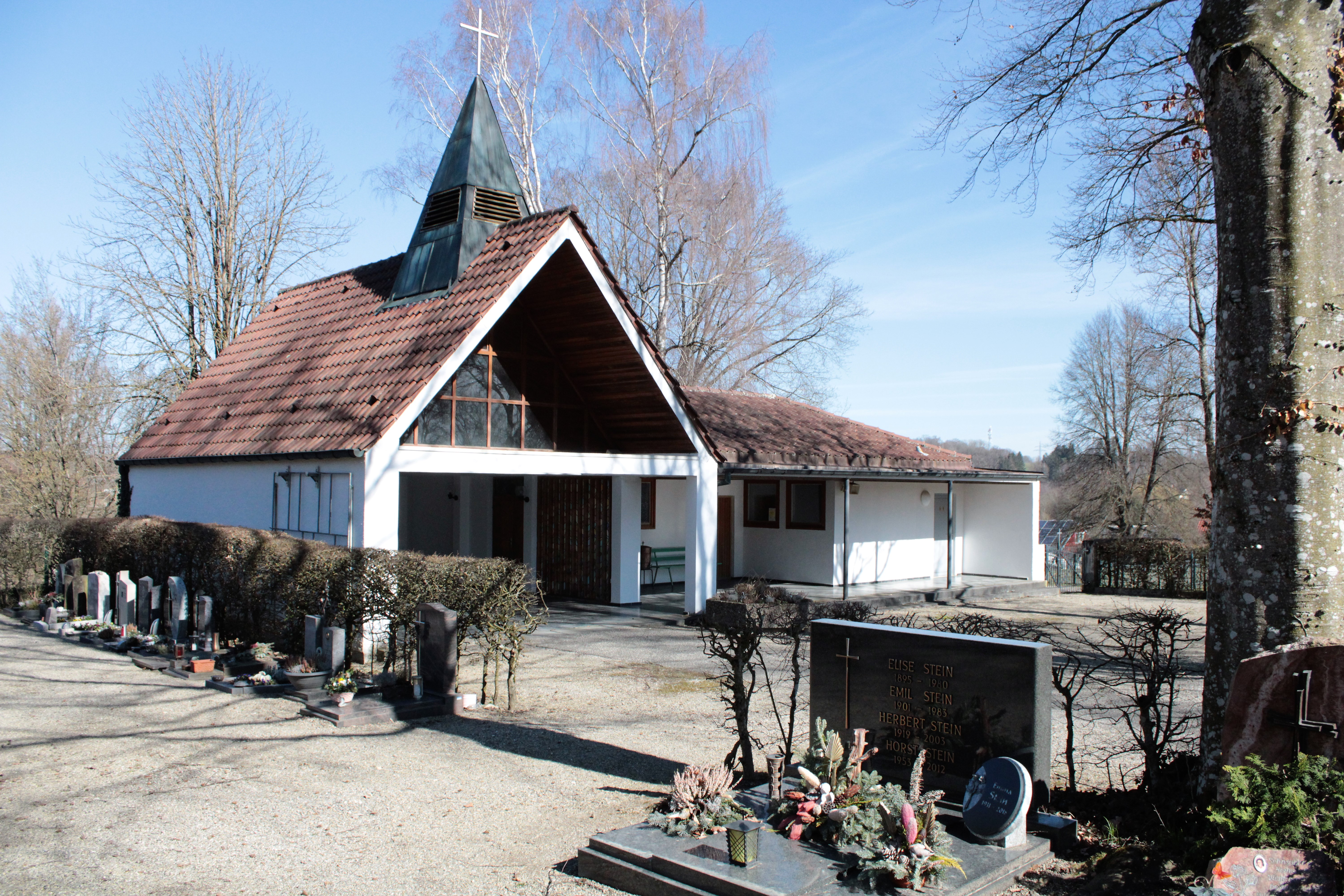
Aufbahrungshalle auf dem Friedhof
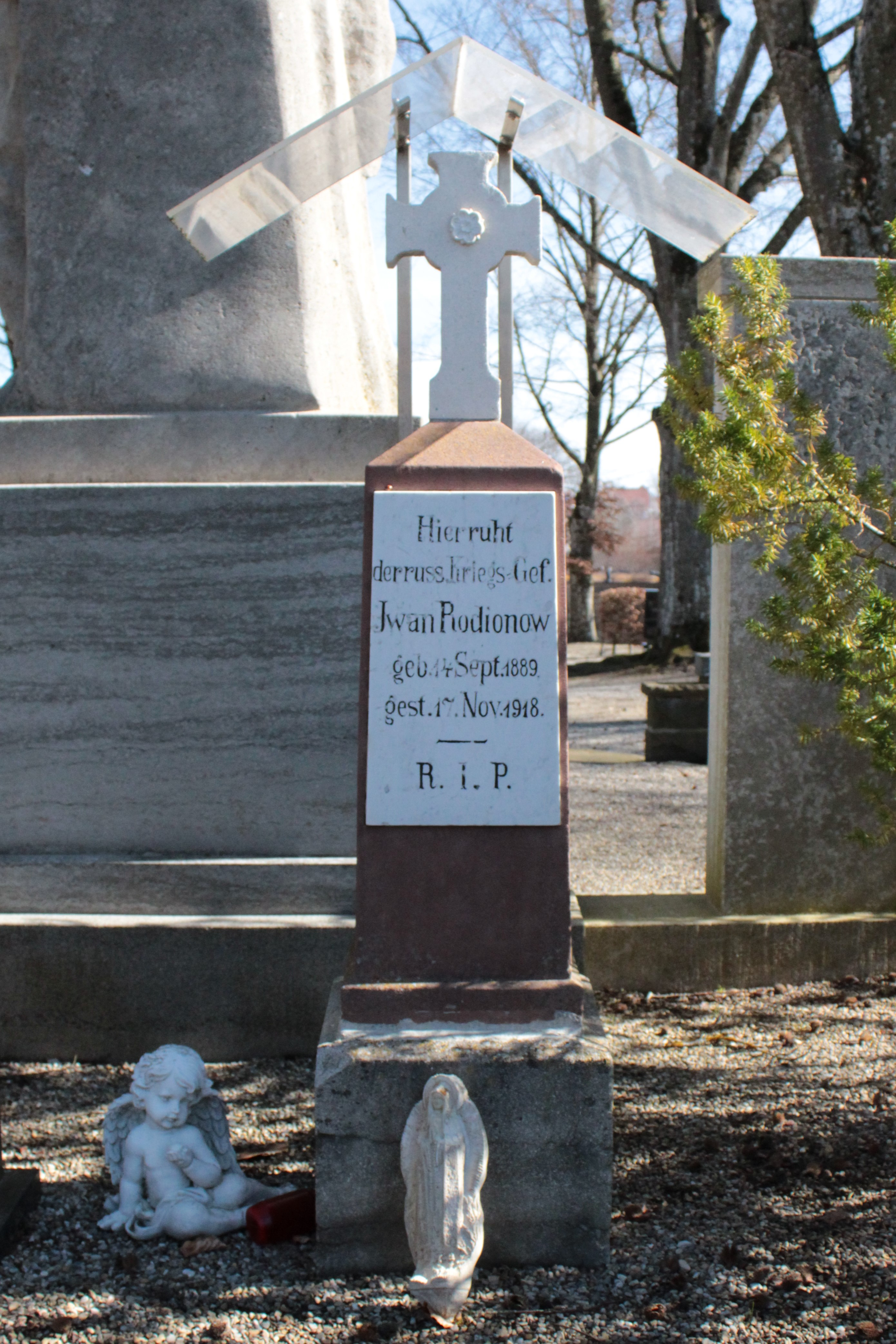
Grabstein eines russischen Kriegsgefangenen von 1918
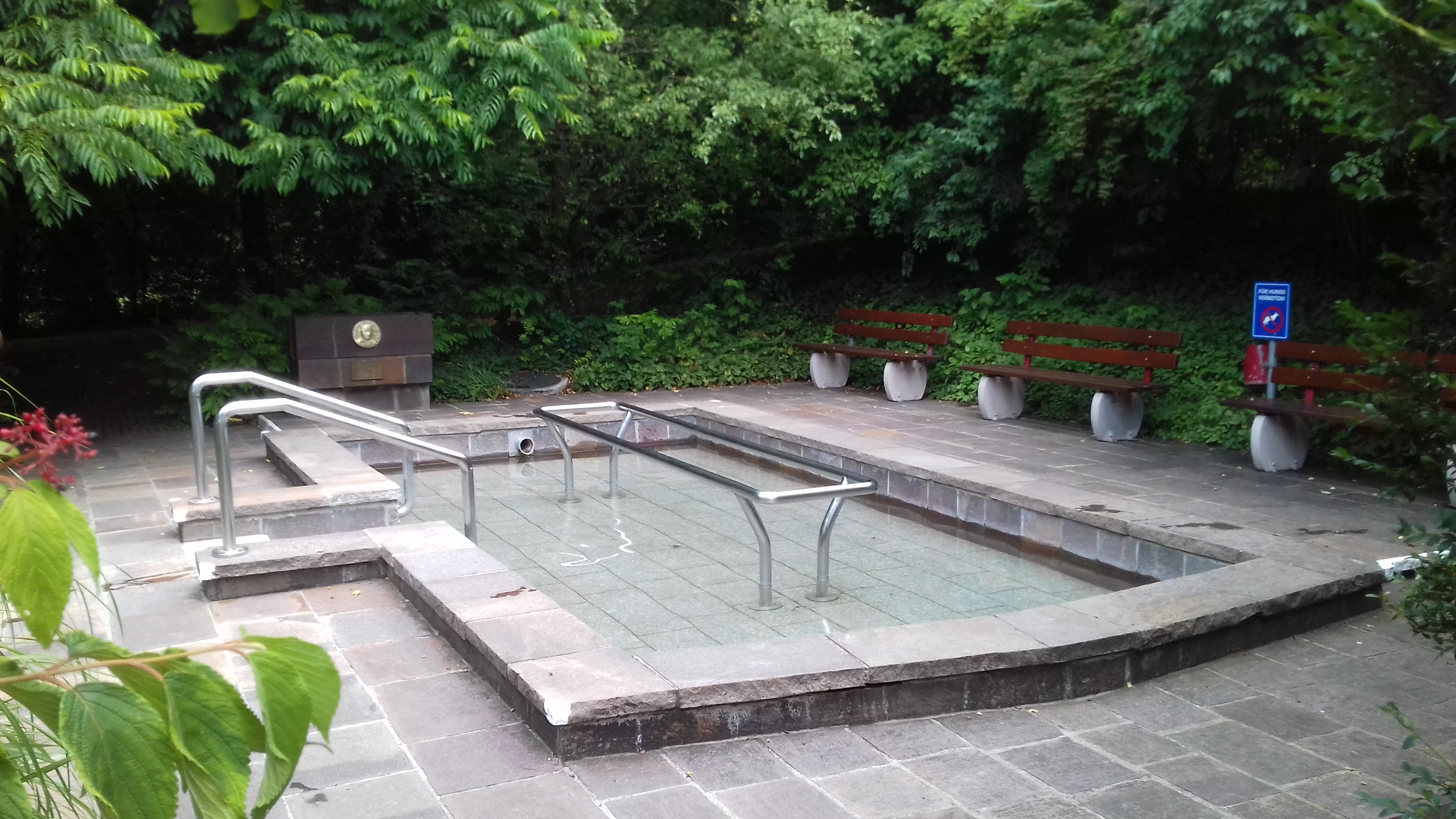
Kneippbecken im Herrenweiher-Park
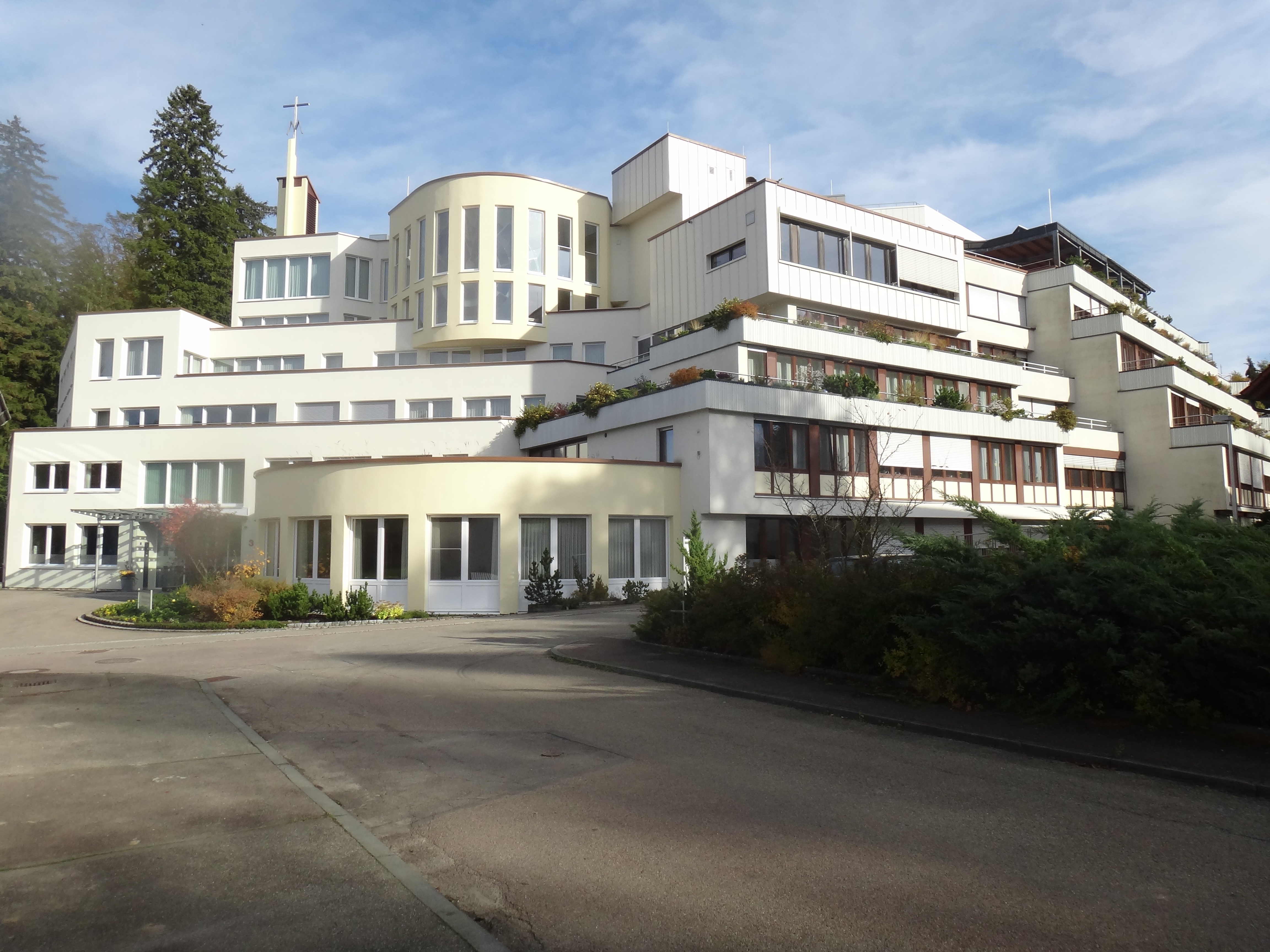
Kloster Brandenburg
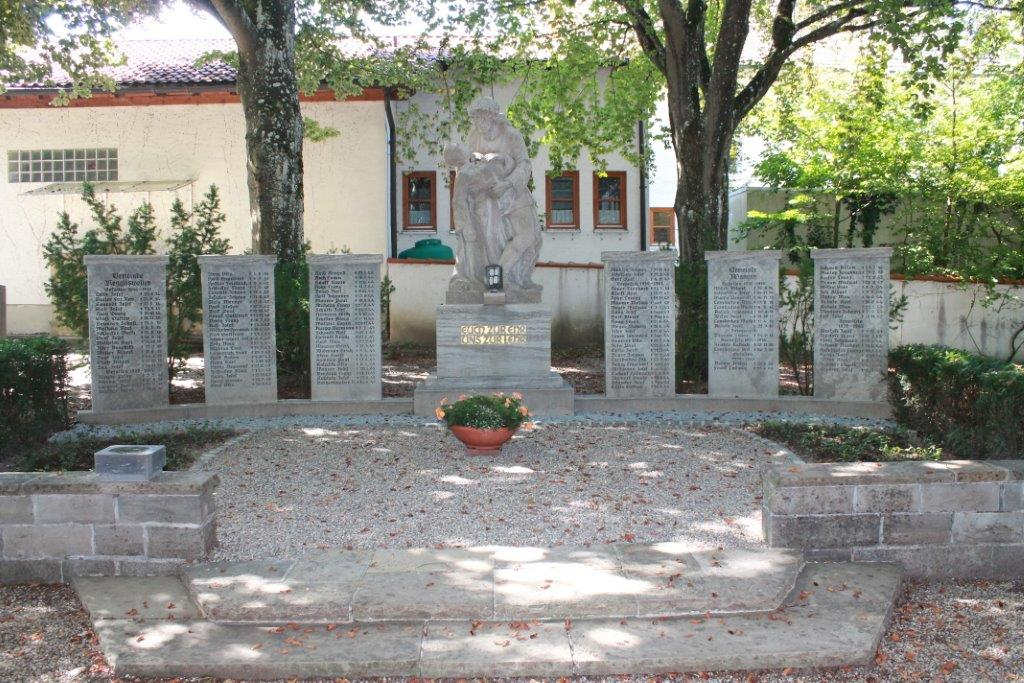
Gefallenendenkmal
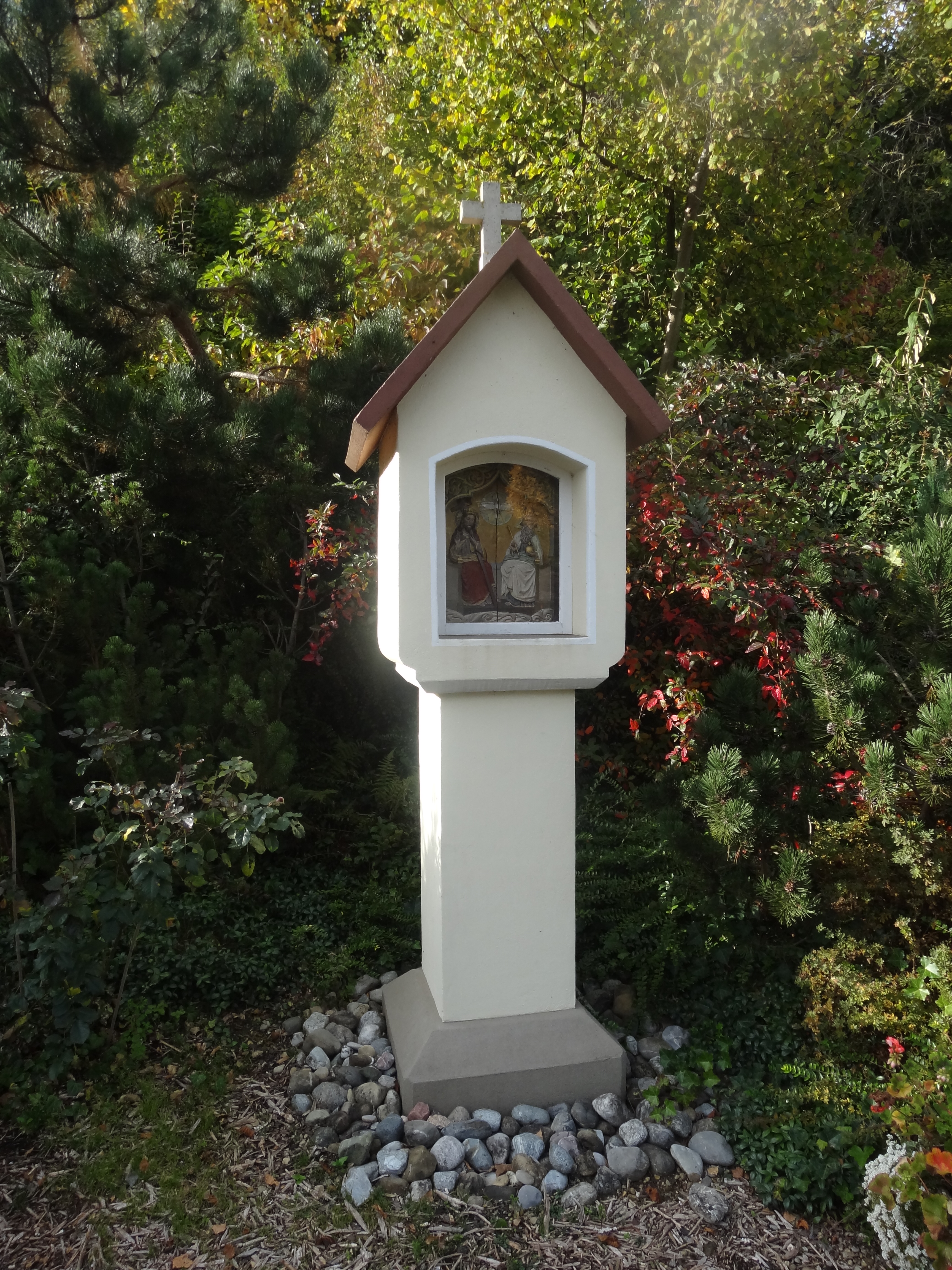
Bildstöckle beim Kloster
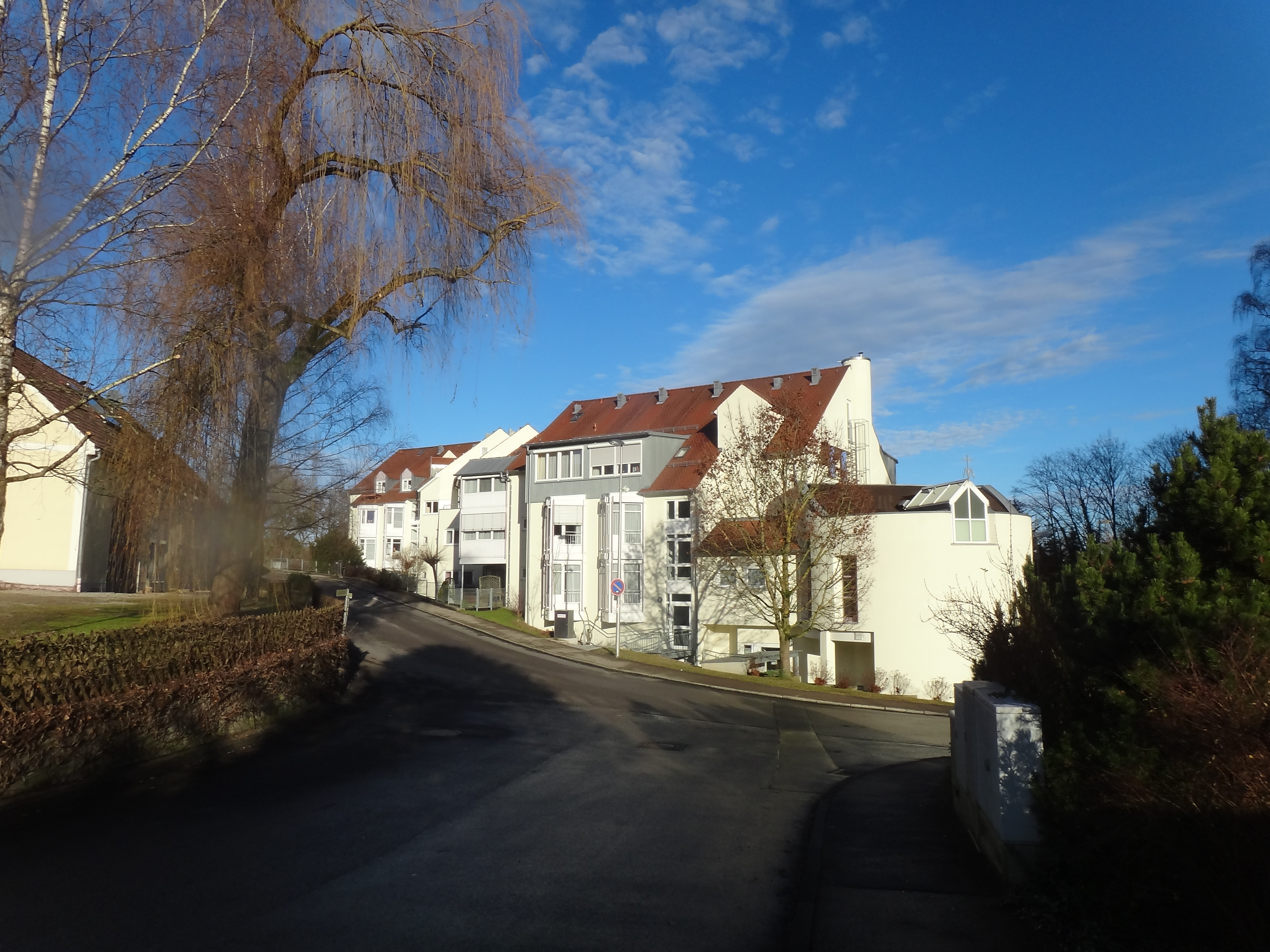
Seniorenheim St. Maria

## Bildung
- Das Kinderhaus St. Maria wurde 2016 neu gebaut und der ehemalige Kindergarten abgerissen. Die Einrichtung mit Ganztagesbetreuung gehört zur katholischen Kirchengemeinde St. Johann Baptist.
- Im Dorf befindet sich die Grundschule sowie die Förderschule Brandenburg. In der Grundschule werden Kinder in den Klassen 1 bis 4 unterrichtet. Die Förderschule SBBZ endet für Jugendliche nach der neunten Klasse mit dem Förderschulabschluss.

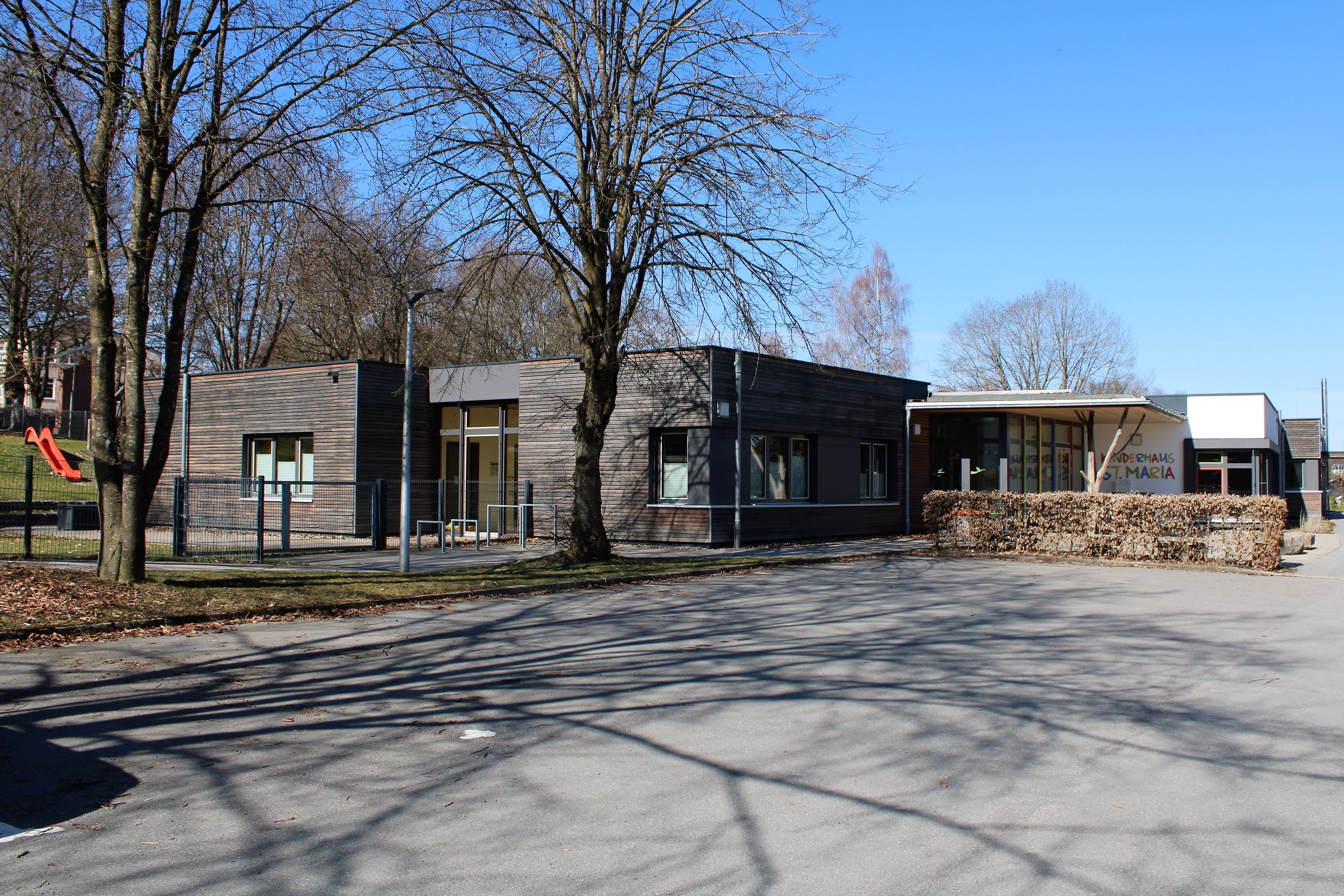
Kinderhaus St. Maria
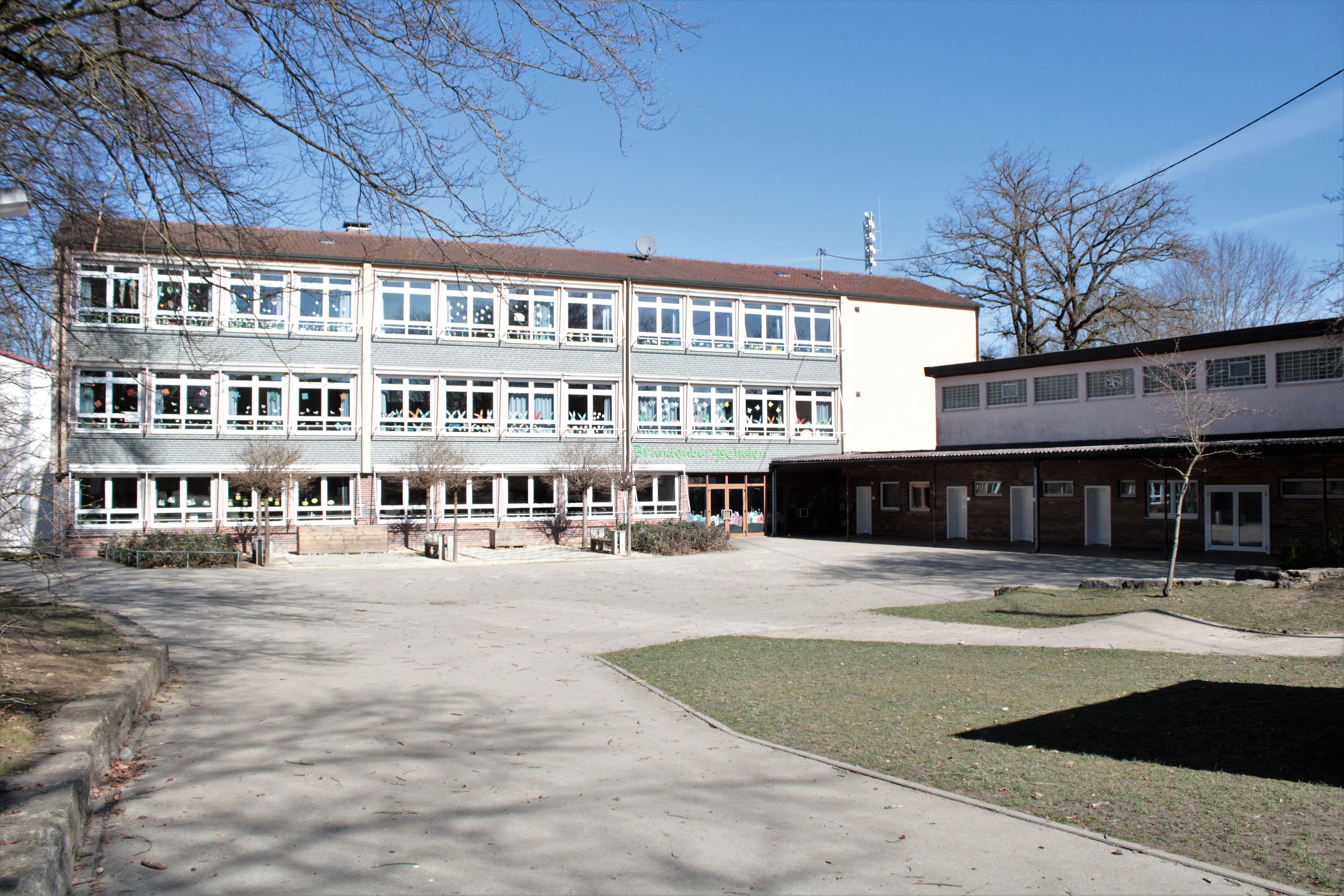
Grund- und Förderschule
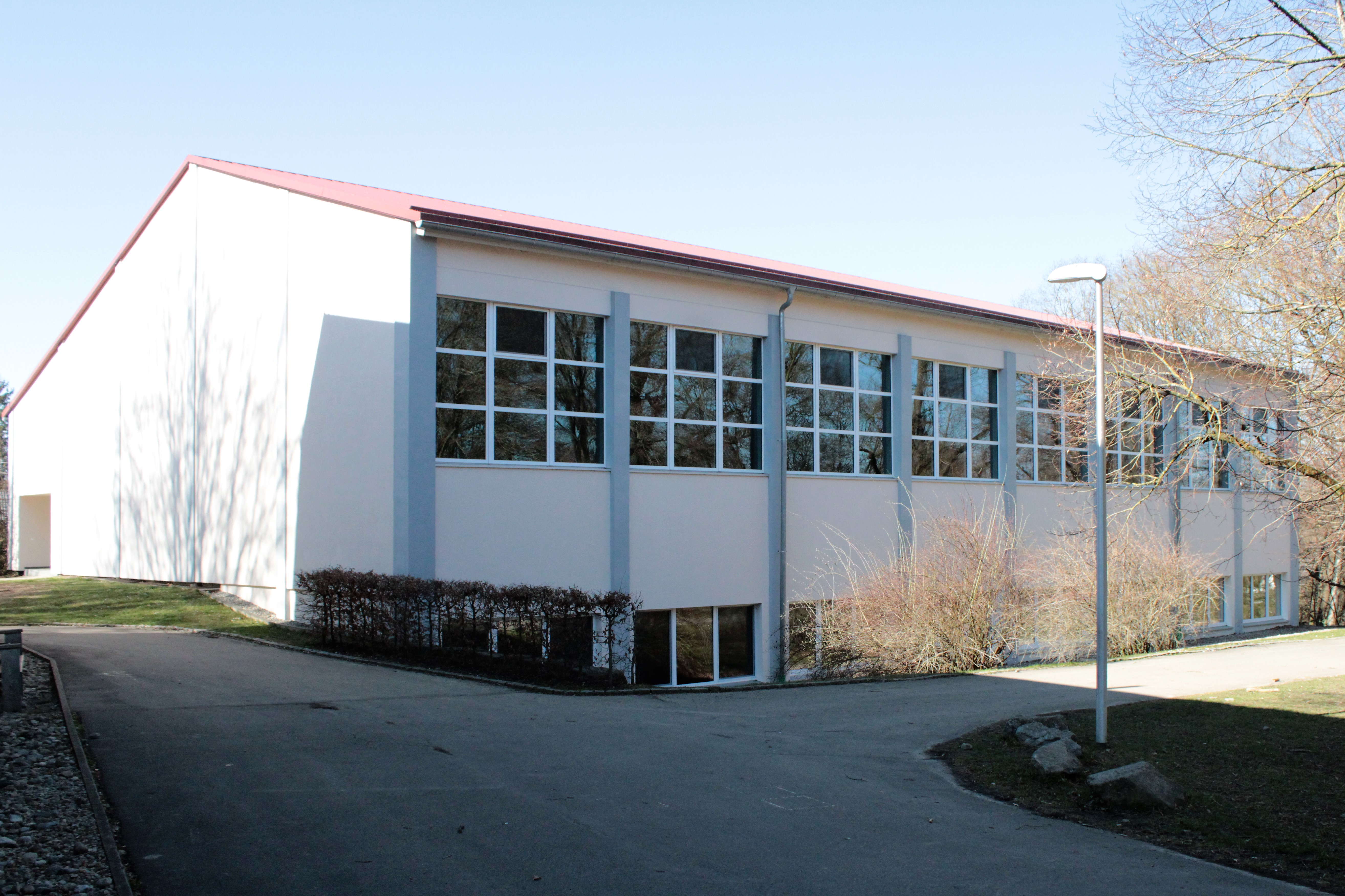
Turnhalle

## Sport- und Kulturvereine

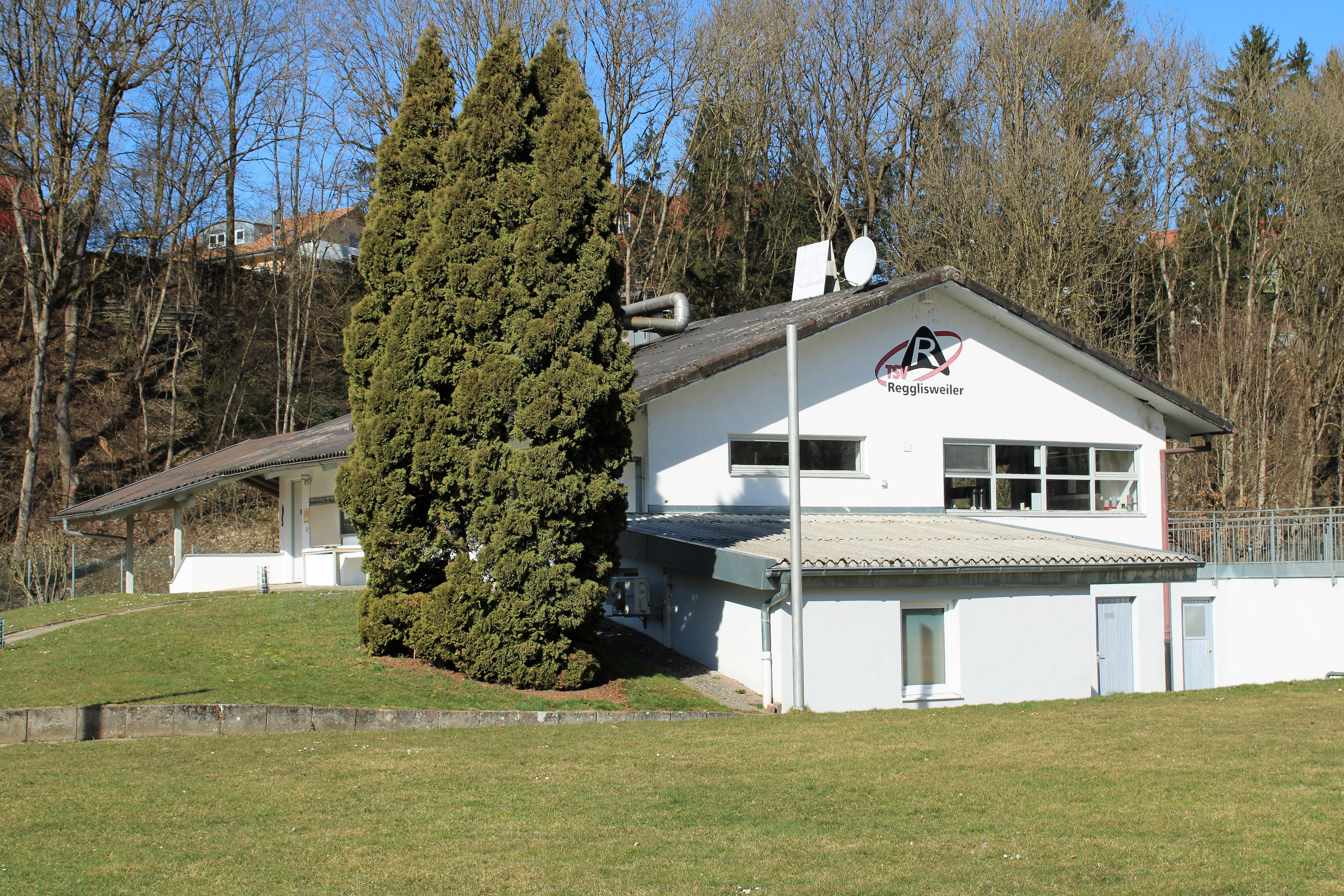
Vereinsheim der Fußballabteilung

Bau des Schützenvereins Diana im Jahr 1963

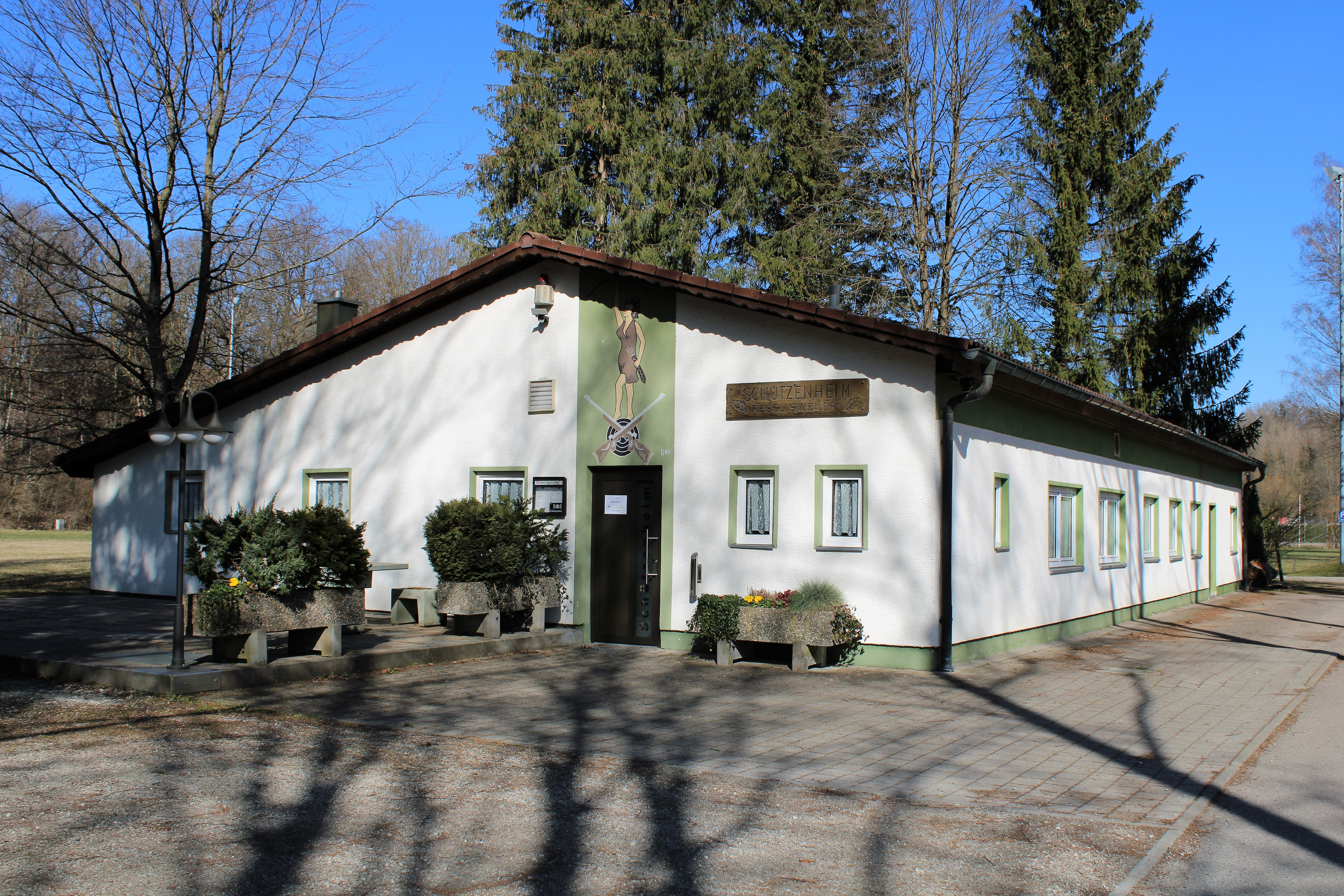
Schützenverein Diana

Der Sportverein TSV Regglisweiler 1905 e. V. wurde am 18. Februar 1905 zunächst als Turnverein Regglisweiler/Brandenburg gegründet und erhielt die heutige Vereinsbezeichnung im Jahr 1952. Im Laufe der Jahrzehnte vergrößerte sich der Verein und es kamen weitere Sportarten hinzu. Die Tennisabteilung wurde im Jahr 1977 gegründet und es wurden bis 1986 mehrere Tennisplätze angelegt. Im Jahr 1984 wurde die Showtanzgruppe „Crazy Girls“ gegründet, die nicht nur national an Wettbewerben teilnimmt, sondern bereits auch im Ausland zum Einsatz kam. Die Gruppe besteht aus Mitgliedern im Alter zwischen 16 und 26 Jahren. Des Weiteren wurde die HSG Illertal im Jahr 2002 aus den bereits bestehenden Handballabteilungen des TSV Regglisweiler, des TSV Dietenheim und des TSV Illertissen gegründet. Die Fußballabteilung des Vereins war bis zum Jahr 2013 sehr erfolgreich und spielte zu damaliger Zeit in der Landesliga Württemberg. Dann meldete der TSV seine Mannschaft aus finanziellen Gründen ab und bildete eine Spielgemeinschaft gemeinsam mit dem TSV Dietenheim. Seit 2019 stellt die Fußballabteilung wieder selbst eine Mannschaft und spielt derzeit in der Kreisliga A Donau/Iller. Außerdem hat der TSV Regglisweiler zur Saison 2023/24 erstmals ein Frauen-Fußballteam zum Spielbetrieb angemeldet. Die Turnerinnen und Turner bestehen aus ca. 400 Mitgliedern und sind die größte Abteilung des Vereins.
Der im Jahr 1960 gegründete Schützenverein „Diana“ Regglisweiler/Brandenburg e. V. hatte Anfang der 50er Jahre des 20. Jahrhunderts einen Vorläufer. Aber erst acht Jahre später wurde der Verein mit 26 Mitgliedern aktiv und Alfons Rueß wurde zum ersten Vorstand gewählt. In den ersten Jahren des Bestehens des Vereins wurde im damaligen Gasthof und der ehemaligen Brauerei „Drei Mohren“ dem Schießsport nachgegangen. Im Jahr 1962 wurde der Bau eines eigenen Vereinshauses mit Bewirtung beschlossen und im Jahr 1963 folgte die Fertigstellung des Schützenheims „Schützenstüble“. Das Gebäude wurde hauptsächlich mit Hilfe der Vereinsmitglieder erstellt um Kosten zu sparen und bereits im Jahr 1966 war der Verein frei von Schulden.
Der Heimatverein Regglisweiler-Brandenburg e. V. wurde im Jahr 1961 gegründet und im Jahr 1979 ins Vereinsregister eingetragen. Es ist ein Verein, der die Kultur und Traditionen der Ortschaft und der umliegenden Umgebung pflegt und fördert und somit ein positives Heimatgefühl bei der Bevölkerung erzeugen möchte. Das Ziel des Heimatvereins ist es einen hohen Wohlfühleffekt und mehr Lebensqualität zu erzeugen. Dank des Vereins war Regglisweiler bereits mehrfacher Preisträger des Landeswettbewerbs „Unser Dorf soll schöner werden“.

Musikkapelle aus dem Jahr 1928

Der Musikverein Regglisweiler 1928 e. V. wurde im Jahr 1928 gegründet, nach dem der Lehrer Martin Schreiber zunächst junge Menschen mit Interesse zur Musik unter seine Fittiche nahm. Nach der Gründung kamen weitere Instrumente und Vereinsmitglieder hinzu und zum Jahreswechsel 1928/29 wurden die damaligen Theateraufführungen des Turn- und Kriegervereins erstmals musikalisch unterstrichen. Während des Zweiten Weltkriegs verlor der Verein einige Mitglieder wegen ihres Kriegseinsatzes und bildete mit den Musikern aus Dietenheim eine Zweckgemeinschaft um weiterhin eine spielbare Kapelle zu ermöglichen. Nach dem Krieg fand im Jahr 1948 wieder eine Hauptversammlung mit Neuwahlen statt. In den Jahren darauf folgten viele neue Mitgliedschaften als auch Verabschiedungen von Vereinsmitgliedern und im Jahr 1995 reduzierte sich der Verein auf 35 aktive Musiker. Im selben Jahr gab der Musikverein ein Konzert zur Einweihung des neuen Bürgerhauses von Regglisweiler. Im Jahr 2018 feierte der Verein sein 90-jähriges Jubiläum und hatte zu dem Zeitpunkt insgesamt 215 Mitglieder, davon 28 Ehrenmitglieder und 30 aktive Musikerinnen und Musiker.
Der Fasnetsverein Holzkrähe Regglisweiler e. V. wurde im Jahre 2001 gegründet und zum ersten Mal nahm der Verein mit den drei Gründungsmitgliedern am Faschingsumzug in Dietenheim (Ranzenburg) desselben Jahres teil.
Der Gesangsverein Chorgemeinschaft Frohsinn Regglisweiler wurde im Jahr 1923 gegründet und hatte kurz darauf insgesamt 50 Mitglieder, davon 30 aktiv und 20 passiv Mitwirkende. Im Jahr 2023 feierte er sein 100-jähriges Jubiläum.
Die Hilfsorganisation Deutsches Rotes Kreuz (DRK), Ortsverein Regglisweiler war zunächst seit 1956 mit dem DRK Dietenheim verbunden und im Jahr 1961 wurde unter Leitung von Karl Hutter eine eigene Ortsgruppe gegründet.
Die Gründung des Kloster Brandenburg/Iller e. V. erfolgte im Jahr 1927, auf Initiative von Rochus Schamoni, der an dieser Stelle ein Frauenkloster errichten wollte. Ohne Kapital wurde das ehemalige Schloss Brandenburg in Regglisweiler gekauft um im Jahr 1929 den Grundstein für die künftige Ordensgemeinschaft zu legen. In den Jahrzehnten danach diente das Kloster als Erholungsheim und wurde von der Ordensschwester Maria Theresia Hecht geleitet. Das heutige Aussehen erhielt es ab dem Jahr 1960 nach umfangreichen Umbau- und Modernisierungsmaßnahmen.

## Persönlichkeiten
- Wilhelm Leger (1894 - 1964), ehemaliger deutscher Politiker und Bürgermeister von Biberach an der Riß